# Srpska čitaonica u Osijeku
Srpska čitaonica u Osijeku je bilo jedno od osječkih društava s kraja 19. stoljeća.
Čitaonica je osnovana 1868. godine na poticaj paroha Lazara Popovića, koji je bio izabran i za prvog predsjednika, a za potpredsjednika je izabran Marko Aksentijević, koji je uz Popovića bio i najzaslužniji za osnutak. Čitaonica nije bila ekskluzivno srpsko društvo i njezino članstvo su bili i mnogi poznati osječki Nijemci (dr. Josip Paus, Franjo Schmidt ml.), Židovi (Eduard Obersohn, Samuel Kraus, Adolf Dirnbach...), Hrvati (Koloman Bunjik, Franjo Kišpatić, Bogdan Penjić, Ferdo Šišić...), Česi (Franz Vaniček, A.V.Truhelka) i drugi.
Čitaonica je radila 73 godine, do 1941. Osnovana je na Mitrovdan. Danas se u prostoru nekadašnje čitaonice nalazi sjedište pravoslavne crkvene općine.